# Svarteberga borg
Swarteberga borg är en fornborg som inte längre syns ovanför markytan i Räpplinge socken på Öland. I början på 1800-talet beskrevs den av  Abraham Ahlqvist som rektangulär men med rundade hörn, och på så vis bildande en oval. Inget mer än murrester i norr återstod av den och den är en av de mindre fornborgarna på Öland.